# Tucker (colonna sonora)
Tucker è un album discografico di colonna sonora del musicista britannico Joe Jackson, pubblicato nel 1988 come colonna sonora del film Tucker - Un uomo e il suo sogno (Tucker: The Man and His Dream) diretto da Francis Ford Coppola. 
Il disco ha ricevuto una candidatura ai Grammy Awards 1989 nella categoria "Best Score Soundtrack Album for a Motion Picture, Television or Other Visual Media".

## Tracce
1. Captain of Industry (Overture) – 2:32
2. The Car of Tomorrow – Today! – 1:34
3. No Chance Blues – 2:30
4. (He's a) Shape in a Drape (featuring Pete Thomas) – 2:59
5. Factory – 1:08
6. Vera – 2:30
7. It Pays to Advertise – 0:41
8. Tiger Rag – 2:09
9. Showtime In Chicago – 2:46
10. Lone Bank Loan Blues (featuring Pete Thomas) – 1:11
11. Speedway – 2:40
12. Marilee – 3:03
13. Hangin' In Howard Hughes' Hangar – 2:37
14. Toast of the Town – 1:25
15. Abe's Blues – 2:42
16. The Trial – 6:46
17. Freedom Swing/Tucker Jingle ("Tucker Jingle" music by Carmine Coppola) – 1:38
18. Rhythm Delivery (featuring Dave Bitelli) – 3:24

## Formazione
- Joe Jackson – piano, sintetizzatore, percussioni, voce
- Paul Sprong - tromba
- Raul d'Oliveira – tromba
- Pete Thomas – sassofono alto, flauto, voce
- David Bitelli – sassofono tenore, clarinetto, voce
- Bill Charleson – sassofono alto, flauto
- Tony Coe – clarinetto
- Rick Taylor – trombone
- Vinnie Zummo – chitarra
- Dave Green – basso
- Gary Burke – batteria
- Frank Ricotti – percussioni
- Ed Roynesdal – sintetizzatore, violino, sampling
- Arlette Fibon – Onde Martenot